# Bennigsen Beavers
Die Bennigsen Beavers sind ein ehemaliger Baseball- und Softballverein in dem Springer Ortsteil Bennigsen, südwestlich von Hannover.

## Geschichte
Die Bennigsen Beavers wurden 1993 als Abteilung des FC Bennigsen gegründet und zum 1. Januar 2004 in einen eigenen Verein ausgegliedert. In der Saison 2005 nahmen insgesamt sieben Mannschaften am Spielbetrieb teil. Der Verein hatte Mitte 2005 97 Mitglieder.
Kurz vor Beginn der Saison 2006 zogen die Beavers die Baseball-Bundesligamannschaft (1. Herren) vom Spielbetrieb zurück. Es konnte keine Mannschaft mehr gestellt werden. Mit Beginn der Saison 2008 hat jedoch eine neu formierte Herren-Mannschaft den Spielbetrieb in der Bezirksliga Süd NBSV wieder aufgenommen. Die Beavers haben zurzeit knapp 40 Mitglieder.
Auf einer außerordentlichen Mitgliederversammlung 2015 beschloss man die Auflösung des Vereins nach 22 Jahren.

## Momentan aktive Mannschaften
- 1. Herren: Verbandsliga Niedersachsen

Aufbau einer Jugendmannschaft

## Vereinserfolge
- 2000 Junioren Niedersachsenmeister
- 2000 Junioren: 4. Platz bei der Deutschen Meisterschaft
- 2003 Aufstieg der 1. Herren und der Damenmannschaft in die Bundesliga, 1. Herren gewinnen NBSV-Pokal
- 2004 Teilnahme 1. Bundesliga
- 2005 Teilnahme 1. Bundesliga
- 2004 Junioren Niedersachsenmeister
- 2001, 2010 und 2011 Niedersachsenmeister 1. Herren